# Ochotonidae
Ochotonidae é uma família de mamíferos da ordem Lagomorpha.

## Taxonomia
A família Ochotonidae está dividida em duas subfamílias, Sinolagomyidae do Oligoceno ao Mioceno, e Ochotoninae, do Mioceno ao Recente.
Sistemática da família Ochotonidae Thomas, 1897:
- Subfamília Sinolagomyinae Gureev, 1960
  - †Sinolagomys Bohlin, 1937
  - †Austrolagomys Stromer, 1926
  - †Kenyalagomys MacInnes, 1953
  - †Oreolagus Dice, 1917
  - †Bellatona Dawson, 1961
  - †Heterolagus Crusafont, Villata & Truyols, 1955
  - †Bellatonoides Sen, 2003
- Subfamília Ochotoninae Thomas, 1897
  - Ochotona Link, 1795
  - †Marcuinomys Groizet, 1839
  - †Lagopsis Schlosser, 1894
  - †Albertona Lopez-Martinez, 1986
  - †Alloptox Dawson, 1961
  - †Paludotona Dawson, 1959
  - †Proochotona Chomenko, 1914
  - †Ochotonoides Teilhard de Chardin & Young, 1931
  - †Pliolagomys Erbajeva, 1983 in Agadjanian & Erbajeva, 1983
  - †Ochotonoma Sen, 1998